# Nætur
"Nætur" (tradução portuguesa: "Noites") foi a canção que representou a Islândia no Festival Eurovisão da Canção 1994 que teve lugar em Dublin, na Irlanda.
Foi interpretada em islandês por a Sigga. Foi a quinta canção a ser interpretada na noite do festival, a seguir à canção cipriota "Ime Anthropos Ki Ego", interpretada por Evridiki e antes da canção britânica "Lonely Symphony (We Will Be Free), interpretada por Frances Ruffelle. Terminou a competição em 12.º lugar, recebendo um total de 49 pontos. No ano seguinte, a Islândia, fez-se representar por Bo Halldórsson que cantou o tema Núna. De realçar que que a canção na final islandesa fora interpretada por Sigrun, irmã de Sigga. Contudo, a televisão islandesa optou por escolher Sigga para a Eurovisão e foi feito um novo arranjo musical levado a cabo por Frank Macnamara,  que orquestrou a canção.

## Autores
- Letra: Stefán Hilmarsson
- Música: Friðrik Karlsson
- Orquestração: Frank Macnamara

## Letra
A canção é uma balada, com Sigga expressando o seu prazer durante as noites. Ela canta que nos seus sonhos ela pode estar com o seu amado, mesmo que ele não esteja no mundo real.

## Versões
Sigga também lançou um versão inglesa desta canção intitulada "Night time"